# Shvetsov ASh-73
Lo Shvetsov ASh-73 era un motore radiale a 18 cilindri raffreddato ad aria prodotto in Unione Sovietica tra il 1947 ed il 1957. È stato principalmente installato sul bombardiere Tupolev Tu-4, replica del Boeing B-29 Superfortress.

## Storia
L'M-70, il progetto da cui nacque l'ASh-73, fu sperimentato alla fine del 1938, ma emersero subito problemi a causa delle cricche sviluppate sulle bielle e sulla girante del compressore centrifugo e delle bruciature (profonde fino alla foratura) delle valvole di scarico. Anche il suo successore, l'M-71, non ebbe successo. Usava alcuni componenti del motore M-62, ma il suo sviluppo era stato rallentato dall'attacco della Germania all'Unione Sovietica del 1941. Venne certificato nell'autunno del 1942 e provato su alcuni prototipi durante la guerra, ma non entrò mai in linea di montaggio a causa della ridotta capacità produttiva disponibile. L'M-72 era la versione potenziata dell'M-71 dell'inizio del 1945 e fu superata dall'ASh-73 prima dell'inizio della sua produzione di serie.

### Sviluppo
Lo Shvetsov ASh-73 prese origine nel 1938 (con il modello M-70) dalle specifiche per un 18 cilindri a doppia stella da svilupparsi a partire dallo Shvetsov M-25, un motore radiale a nove cilindri raffreddato ad aria costruito su licenza del motore originale Wright R-1820-F3 Cyclone. L'ASh-73, contrariamente a quanto poteva sembrare, non era una copia dello statunitense Wright R-3350, ma un progetto interamente sovietico, evoluzione dell'M-71 ed M-72 da cui differiva per una coppia di turbocompressori TK-19 (TK da toorbokompressor). La somiglianza con l'R-3350 era dovuta al fatto che entrambi discendevano da un antenato comune, l'R-1820, e come tali avevano alcune parti intercambiabili.
Il primo prototipo della serie ASh-73 fu costruito nel 1945 e certificato alla fine del 1946. Il primo modello entrato in produzione nel 1947 era senza turbocompressori e pesava 1330 kg, con una potenza al decollo di 2400 hp.
L'ASh-73TK aveva due turbocompressori TK-19 e uno scambiatore di calore che erano un'esatta copia di quelli montati sull'R-3350. Il motore venne migliorato durante la produzione. Sulla quarta serie di motori venne modificato l'albero motore, irrobustite le bielle e cambiata la scatola ad ingranaggi per gli accessori del motore. Nella quinta serie venne irrobustita la parte centrale del basamento ed i pistoni. Fu anche migliorato il sistema di iniezione. Nella sesta serie furono irrobustite di nuovo le bielle ed i gomiti dell'albero motore, mentre i pistoni furono alleggeriti ed accorciati. Nella settima serie vennero introdotte delle valvole di scarico con le sedi flottanti e la scatola di riduzione fu migliorata.
Fu sviluppata anche una versione potenziata, l'ASh-82TKF, da 2720 hp. Fu provata al banco ma non entrò mai in produzione. Un ulteriore sviluppo si ebbe nel 1949 con l'ASh-73TKFN ad iniezione da 2800 hp, ma anche questo non entrò in produzione.
La fabbrica statale numero 19 iniziò i preparativi per costruire l'ASh-73 nel 1946, ma la produzione partì nel 1947 e durò fino al 1953. In quell'anno venne spostata nella fabbrica numero 36 a Rybinsk fino al 1957. Vennero costruiti un totale di 14.310 ASh-73. Un certo quantitativo di questi venne esportato nella Repubblica Popolare Cinese durante gli anni cinquanta come parti di ricambio per i loro Tu-4.

## Velivoli utilizzatori
Unione Sovietica
- Beriev Be-6
- Ilyushin Il-18 (1947)
- Tupolev Tu-4
- Tupolev Tu-70
- Tupolev Tu-75
- Tupolev Tu-80